# Јуровски Брод
Јуровски Брод је насељено место у саставу општине Жакање у Карловачкој жупанији, Република Хрватска.

## Историја
До територијалне реорганизације у Хрватској налазио се у саставу старе општине Озаљ.

## Становништво
На попису становништва 2011. године, Јуровски Брод је имао 182 становника.

## Попис1991.
На попису становништва 1991. године, насељено место Јуровски Брод је имало 204 становника, следећег националног састава:
| Попис 1991.‍ | Попис 1991.‍ | Попис 1991.‍ | Попис 1991.‍ | Попис 1991.‍ |
| ----------- | ----------- | ----------- | ----------- | ----------- |
|             |             |             |             |             |
| Хрвати      | Хрвати      |             | 201         | 98,52%      |
| Словенци    | Словенци    |             | 3           | 1,47%       |
| укупно: 204 |             |             |             |             |